# Standseilbahn Dresden
Standseilbahn Dresden – drezdeńska kolej linowo-terenowa. Łączy dzielnice Loschwitz i Weißer Hirsch – jest elementem publicznego transportu miejskiego. Działalność kolei zainaugurowano 26 października 1895 roku. Z początku była napędzana silnikiem parowym, w 1910 roku została zelektryfikowana. Linia jest jednotorowa, ale w środku trasy znajduje się mijanka umożliwiająca operowanie na trasie dwóch wagonów. Linia przebiega przez dwa tunele: Burgbergtunnel długości 96 metrów i Prinzeß-Louisa-Tunnel długości 54 metrów.
Standseilbahnebahn Dresden jest jedną z dwóch kolei linowych w Dreźnie. Druga – Schwebebahn Dresden – jest podwieszaną koleją jednoszynową. Obydwie linie obsługuje zakład transportu miejskiego Dresdner Verkehrsbetriebe AG w ramach świadczenia usług transportowych w mieście.

## Parametry linii[1]
- Długość: 547 metrów
- Różnica wysokości między stacjami: 95 metrów
- Maksymalne nachylenie: 9,5%
- Wagony: 2
- Liczba pasażerów: 59/wagonik
- Maksymalna prędkość: 5 m/s
- Czas podróży: 5 min.
- Napęd: elektryczny